# Црква Светог Великомученика Георгија у Подосоју
Црква Светог Великомученика Георгија у Подосоју један је од храмова из 14. века, који никада није насилно рушен. Налази се у општини Билећа у Босни и Херцеговини и ентитету Република Српска у саставу Епархији захумско-херцеговачке и приморске Српске православне цркве.
Црква опслужује 971 становника према попису становништва из 1991. године који су највећим делом српске националности.

## Положај и пространство
Црква се налази у насељу Подосоје у Првој билећкој парохији на пола пута између Гацка и Требиња на североисточној страни изнад
малог Билећког поља скоро ослања се самг град Билећа. Када се креће главним путем преко Тјентишта и Чемерна (преко Зеленгоре) поред Гацка (преко Корита) на самом улазу у Билећу десно на падинама лежи село Подосоје. Северо-западно од њега су Шобадине, мало јужније Љубишића ка југоистоку према Билећи, изнад самог лагера је Торич.
Основно обележје природног положаја земљишта на коме је саграђена црква у Поодосју, у некада срезу, сада општине Билећкој, јесте крш, голет, ситногорица,
најчешће граб, вртаче које код великих киша и бујица са околних брда буду огољене до кречњака. Мало је и риетко зиратног земљишта и невиђена оскудица водом.

## Историја
Црква Светог Великомученика Георгија у Подосоју настала је на територији Епархија Захумско-херцеговачка и приморска, у којој су хришћанство проповедало још у 1. виеку Свети Апостол Павле и Тит (Рим. 5,19; 2Тим, 4,10) и апостолски ученици. Срби су по досељењу на ове просторе православне византијске Травуније, Захумља и Неретве, примали хришћанство од 7. до 9. века и коначно сви крштени јеванђељским радом Светих Словенских Седмочисленика, Кирила и Методија и њихових ученика Климента, Наума, Ангеларија, Саве и Горазда. Тако су Срби ушли у састав древне Апостолске-Светоотачке Цркве Христове, која је у то вријеме била јединствена.
Срби су све до Светога Саве припадали постојећим Епископијама у Приморју, Зети и Рашкој. Када је Српска Црква као аутокефална Архиепископија организована самостално, тада је Епископија Хумска (касније као Митрополија, звана још Захумска, Херцеговачка, Требињска, Херцеговачко-захумска) основана 1219. године од стране Светога Саве, Архиепископа свих српских и приморских земаља. Тада је Свети Сава у скоро згаженој од Крсташа Византији, изборио и издејствовао осамостаљење и аутокефално црквено организовање простора на којима су живели, и до тада православни, Срби. Онда је он као први Архиепископ за ове Српске и Приморске земље, које носи и у својој архиепископској титули, организовао две Епископије: Зетску, са седиштем на Превлаци у Боки, и Хумску са седиштем у Стону.
Ушавши у састав босанске државе, у време краља Твртка I, манастир Милешева постао је седиште епископа за Хум и Босну. Од 15 века, када је Стефан Вукчић Косача добио назив “херцега од Светог Саве”, а Хум име Херцеговина, и ова је Епархија названа Херцеговачком. Пре пада Херцеговине под Турке, знамо за два Хумска (милешевска) епископа. Први је онај што је 1377. године крунисао Твртка I у Милешеви, а други је Давид који се помиње 1466. и 1471. године.
Не зна се тачно кад је црква саграђене, највероватније у време владавине Османлија, и никада није насилно рушен, што је реткост ових просторима Херцеговине.
Према предању, њу је саградио брат Марка Краљевића, Андрија, који је пролазећи туда у Дубровник, одмарао на овом месту. У цркви се налази изрезбарени дрвени иконостас, а олтар је сачуван још из периода од изградње цркве. Постоји веровање у народу да се одређени број војника војводе Влатка Вуковића причестило у цркви, пре Косовског боја.
Познато је да је крсна слава породице Мрњавчевић била Ђурђевдан, па зато и не треба да чуди што је црква посвећена Светом Ђорђу.
Раније, црква је имала једноставан, средњоековни изглед. Црква је више пута обнављана до византијског стила. Зидови цркве нису фрескодекорисани. Изнад улазног дела цркве налази се звоник са три звона, два велика и једним малим и крстом на врху
Данашњи облик и изглед црква је добила 2008. године, кад је и освештана од стране епископа захумско-херцеговачког и приморског господина Григорија.
У порти храма 1892. године изграђена је црквена кућа, као задужбина трговца Сима Ђурковића, за покој душа умрлих чланова у породици. Мештани се организују тако што се сваке године јави један домаћин, који припрема трпезу у оовој кући, на Ђурђевдан, када се служи литургија.

## Обнова цркве у 21. веку
Храм је обновљен по пројекту архитекте Мате Уљаревића у првој деценији 21. века, у време службовања пароха протојереја Ставрофора Радивоја Говедарице.
У његову обнову становници Подосоја, Билеће, као и они који су по разним условима напустили ове простора, уложили су преко стопедесет хиљада конвертибилних марака, много љубави, пожртвовања и добре воље, и омогу-или да овај храм засија својом лепотом и сведочи о историји православља и постојању врло бројног и моћног средњевековног српског племена.